# Eteläjoki (vattendrag i Norra Österbotten, lat 63,58, long 24,97)
Eteläjoki är ett vattendrag i Finland.   Det ligger i landskapet Norra Österbotten, i den centrala delen av landet, 400 km norr om huvudstaden Helsingfors.